# Holocneminus
Holocneminus là một chi nhện trong họ Pholcidae.

## Các loài
Các loài trong chi này gồm:
- Holocneminus huangdi Tong & Li, 2009
- Holocneminus multiguttatus (Simon, 1905)
- Holocneminus piritarsis Berland, 1942